# 因斯蒂圖特鎮區 (北卡羅萊納州勒諾縣)
因斯蒂圖特鎮區（英語：Institute Township）是位於美國北卡羅萊納州勒諾縣的一個鎮區。

## 地方資料
因斯蒂圖特鎮區的面積為58.01平方千米，皆為陸地。根據2020年美國人口普查的數據，當地共有人口2163人，而人口密度為每平方千米37.29人。